# Adolfas Antanas Balutis
Adolfas Antanas Balutis (* 19. Juni 1942 in Vilnius) ist ein litauischer Bauingenieur und ehemaliger Politiker.

## Leben
1967 absolvierte er das Diplomstudium am Kauno politechnikos institutas und wurde Ingenieur. Von 1967 bis 1975 arbeitete er am Stadtbauprojektierungsinstitut Kaunas und von 1975 bis 1992 am Landwirtschaftsbauprojektierungsinstitut. Von 1997 bis 2000 war er stellvertretender Bürgermeister von Kaunas. Von 2000 bis 2001 war er Baudirektor der UAB „Balticum construction“ und von 2001 bis 2004 beschäftigt bei der AB „YIT Kausta“.
Er ist Mitglied der Tėvynės Sąjunga.